# Octodontomys gliroides
Octodontomys gliroides е вид бозайник от семейство Лъжливи плъхове (Octodontidae).

## Разпространение
Видът е разпространен в Аржентина, Боливия и Чили.